# 五月橋サービスエリア
五月橋サービスエリア(さつきばしサービスエリア)は、名阪国道に嘗て存在したサービスエリア(SA)である。
当施設は、1977年11月に上り線(亀山方面)側にのみ設置され、その出入口として五月橋インターチェンジのオンランプを共用していた。
同SAは、その老朽化と利用者数の減少および五月橋インターチェンジの改築に伴って、2012年03月31日をもって廃止された。

## 所属路線
E25名阪国道
上り線(亀山方面) | (亀山) ‐ 伊賀SA ‐ 五月橋SA ‐ 道の駅針T.R.S ‐ (天理)

## 施設

### 上り線(亀山方面)
- 駐車場 | 大型 23台, 小型 67台.
- トイレ[A 1]
- 『さつきレストラン』[A 2] - 『ドライバー定食』で有名だった食堂
- 売店[A 2]
- 自動販売機コーナー[A 3]

## 註釈·出典
1. ↑  建物そのものは、残存しているが、使用されていない。
2. 1 2  五月橋サービスエリアの閉鎖後に、建物は解体された。
3. ↑  五月橋サービスエリアの閉鎖時に撤去された

1. ↑  「一般国道における道路サービス施設について」『道路交通経済』第8号、経済調査会 出版部、1979年7月25日、13–14頁、NDLJP:2840848/11。
2. ↑  “名阪国道 五月橋サービスエリアの廃止について” (pdf) (Press release). 国土交通省 近畿地方整備局 奈良国道事務所. 5 March 2012.